# ハワイ料理

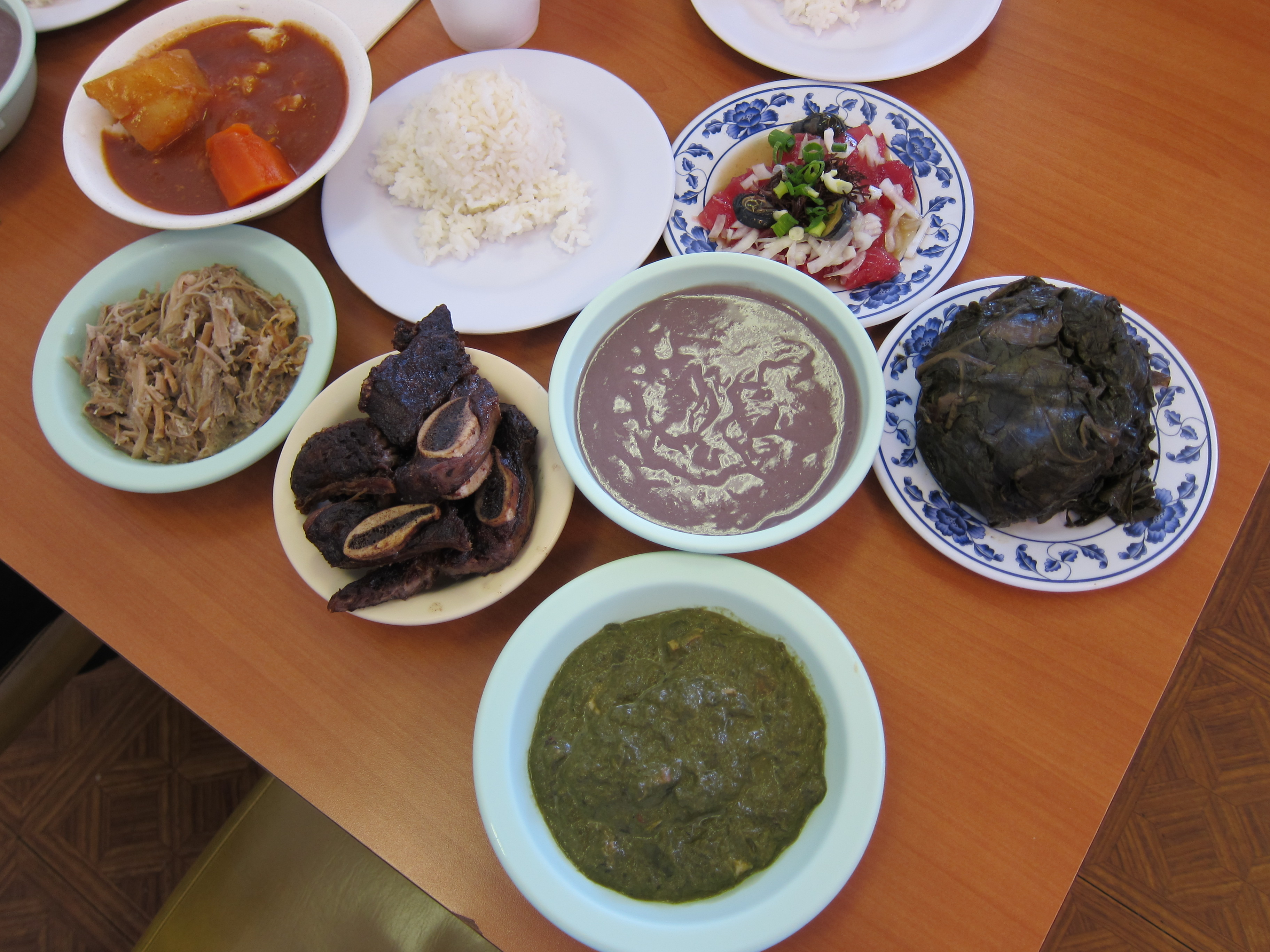
左上からトライプ・シチュー、ライス、オピヒとリムとアヒのポケ、二列目左からカルアピッグ、ピピカウラ、ポイ、ラウラウ、三列目にイカのルアウ

ハワイ料理（ハワイりょうり）は、ハワイで生まれた料理。
狭義ではハワイ王国時代以前より伝わる伝統的な料理を指し、広義では各国の移民たちが伝えて定着したもの、あるいは新しく誕生した料理や、現在のハワイで特産とされる食材を用いた料理なども含まれる。

## 伝統的ハワイ料理
ハワイは太平洋の中央部に位置し、先住民たちのルーツはタヒチなどの南方から渡ってきたポリネシア系海洋民族にあると考えられている。このため伝統的な料理の中にはポリネシア料理と共通するものが多い。

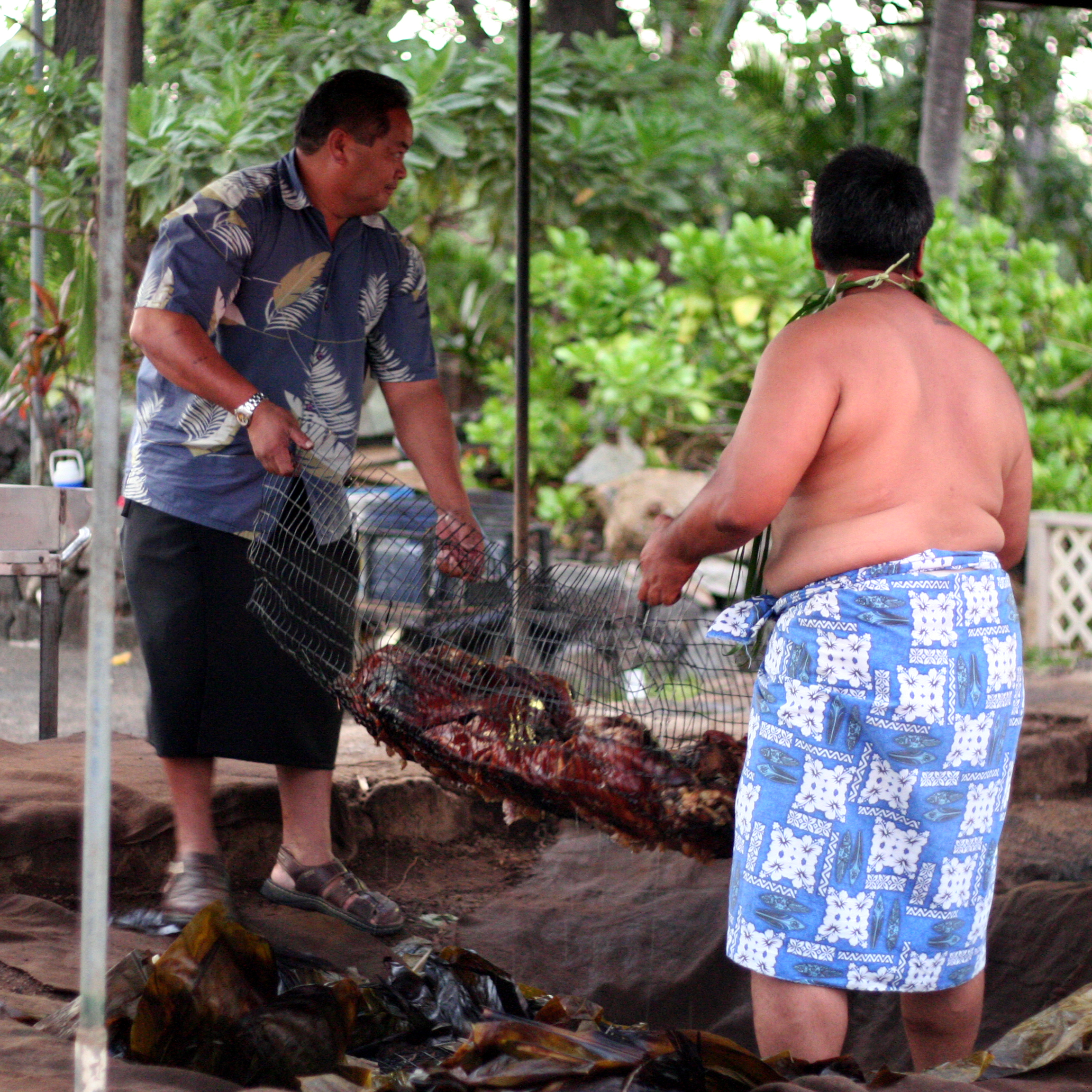
カルア・ピッグの調理風景

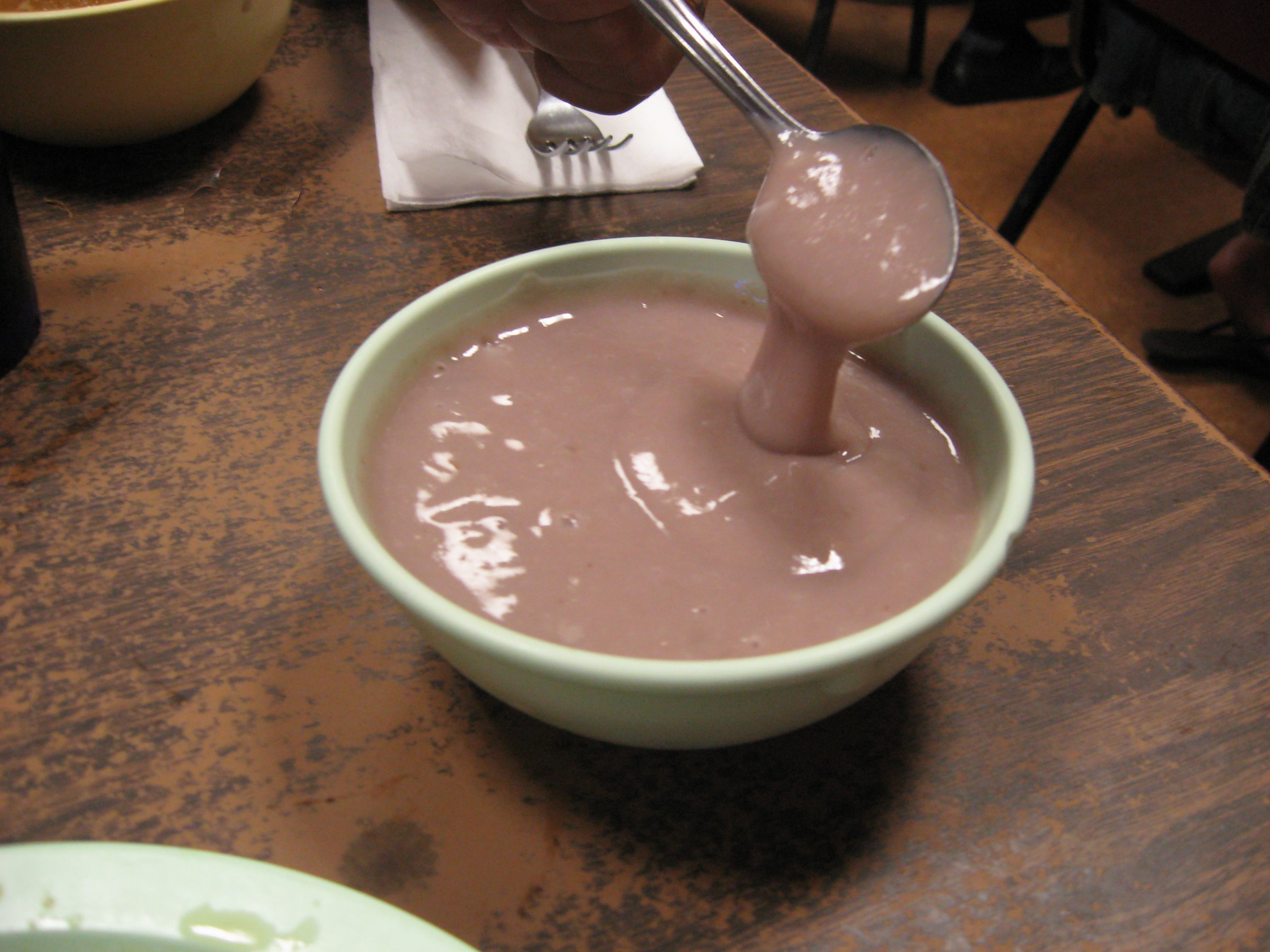
ポイ

この当時からの原型を留めると考えられるものには、以下のような料理が挙げられる。
- ポイ - ハワイ人の主食であったカロ（タロイモ）のペースト。1～2日寝かせて少し酸味が出たものが好まれる。
- カルア・ピッグ - 豚肉の蒸し焼きをほぐしたもの。カルアポークとも。本来はルアウの主菜として、豚一頭をまるごとイムと呼ばれる地中のかまどで石焼きにして作るが、現在の家庭やレストランではオーブンで調理する。また現在は豚のみが用いられるが、かつては犬、鶏、魚などもこの調理法で料理した。
- ラウラウ - 豚肉や鶏肉、魚などを食べられるタロイモの葉で包み、さらにティの葉で包んで蒸したもの。ティの葉は食べない。
- ピピカウラ - 牛の干し肉。牛肉が伝来して以降の食べ物なので、伝統料理の中では比較的新しい。
- ルアウ - イカや鶏肉、豚のもつなどをルアウ（タロイモの若葉）と共にココナッツミルクで煮込んだシチュー。
- ポケ - 生のアヒ（鮪）やアク（鰹）、茹でたタコなどのぶつ切りにリム（海藻）や葱などを混ぜて味付けしたもの。英語風にポキと発音されることが多い。元は単なる魚の生食に過ぎなかったが、日本の刺身文化の影響を受けて現在のような形に変化した。
- アヴァ - カヴァの木の根から作られる飲み物。酒や麻薬のような軽い酩酊作用があるとされる。
- ハウピア - ココナッツミルクをピア（タシロイモ）のデンプンなどで固めたゼリー状の菓子。
- クロロ - タロイモとココナッツミルクを原料とした芋羊羹のような菓子。

### 食に関する禁忌
中世のハワイは神話に基づく独自の宗教観を持つ社会であり、カプ（タブー）と呼ばれる厳格な戒律の下、食に関する制約も数多く存在した。
具体的には、調理は男女それぞれが別々に行う、男女が共に食事をしてはならない、男女が同一の獣の肉を食べてはいけない、アウマクア（その家の守護神）とされる動物は絶対に食べてはならない、神の食べ物とされる食材（オヘロの実など）は口にしてはいけない、女性は男性を象徴するとされる食材（豚・バナナ・ココナッツ・サメ・クジラ・ウミガメなど）を食べてはいけない、ムア（男性が食事をとる家屋）やタロパッチ（タロイモを作る水田）への女性の立ち入りは許されない、などである。
これらの戒律は、19世紀になってカメハメハ2世の名のもとに廃止されるまで続いた。

## ローカル（ロコ）料理
日本や沖縄、ポルトガル、プエルトリコ、中国、朝鮮半島、フィリピン、アメリカ合衆国などからの移民たちの食文化の影響を受けて成立した、今日のハワイ州民の日常食。家庭やレストランで食べられるほか、プレート・ランチとして、好みの料理にアイスクリームのスクープ2杯分の白飯とマカロニサラダやポテトサラダを添えて供される。また、あらかじめ小型の容器に詰められたものは日本同様にベントー（弁当）と呼ばれている。黎明期のハワイの外食産業には日本人、特に沖縄出身者が多かったため、日本料理および沖縄料理の影響が随所にみられるのが特徴である。日本料理を中心とする総菜屋はオカズヤ（おかず屋）と呼ばれている。

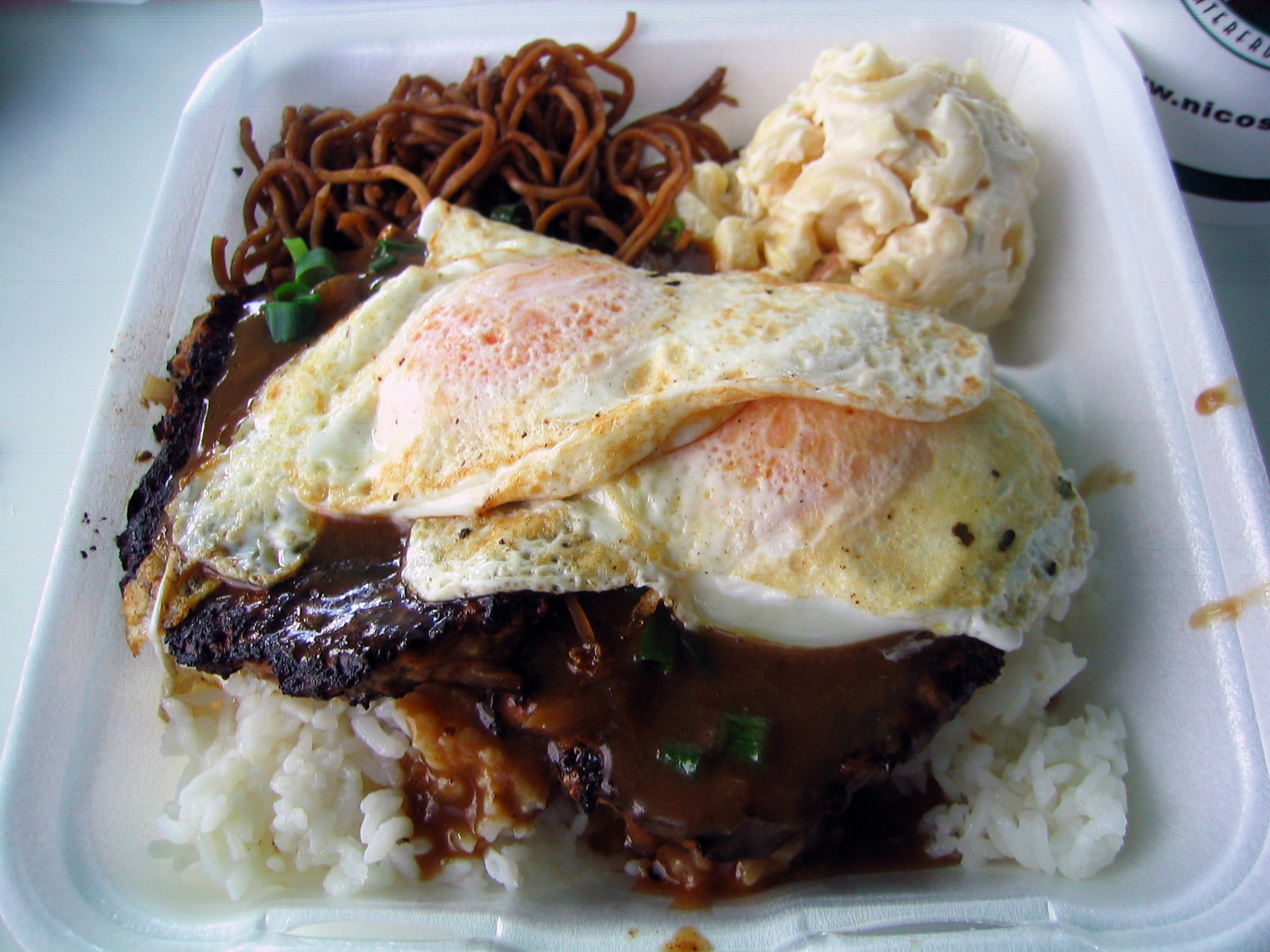
プレートランチ（ロコモコ）

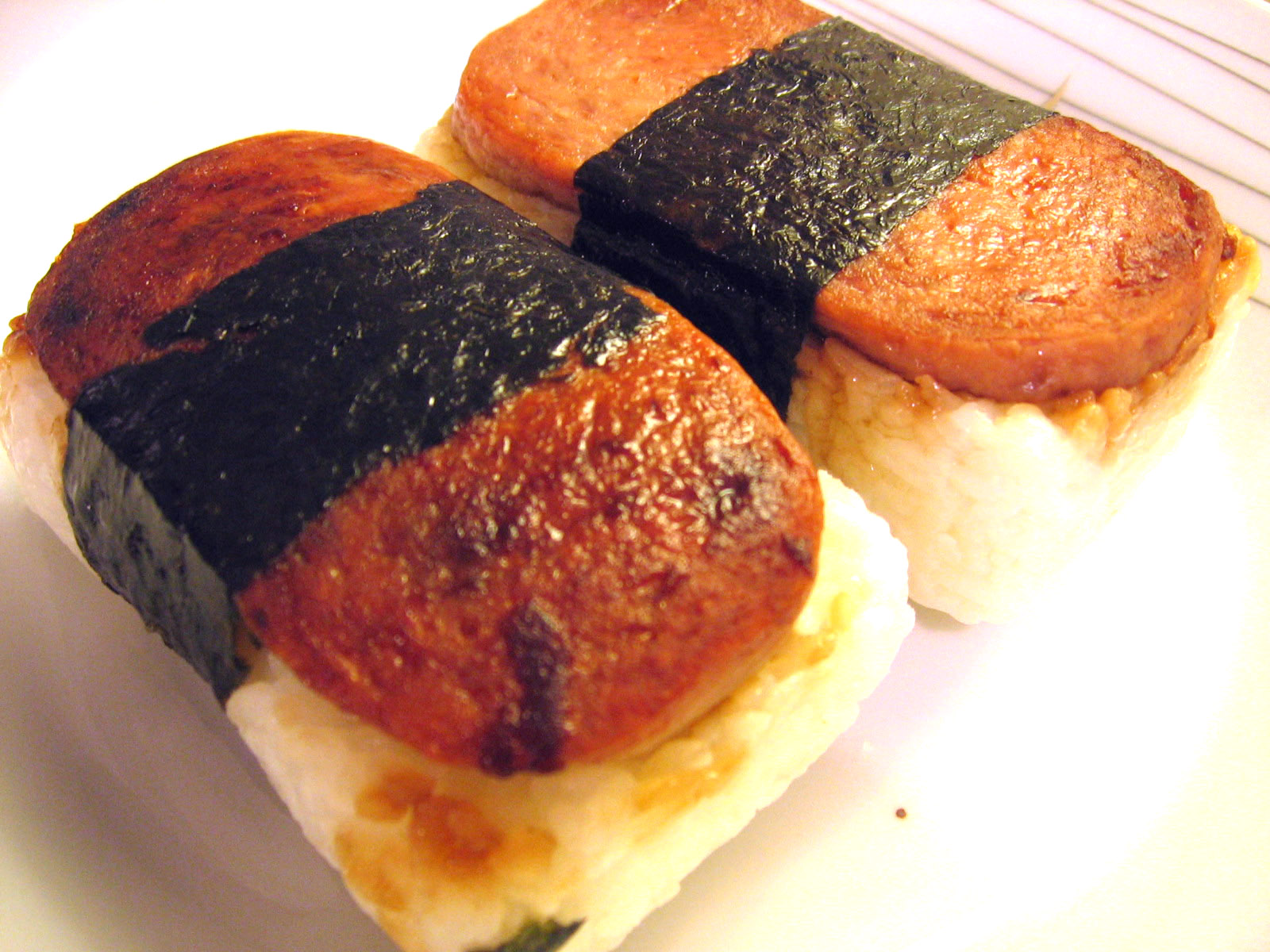
スパムむすび

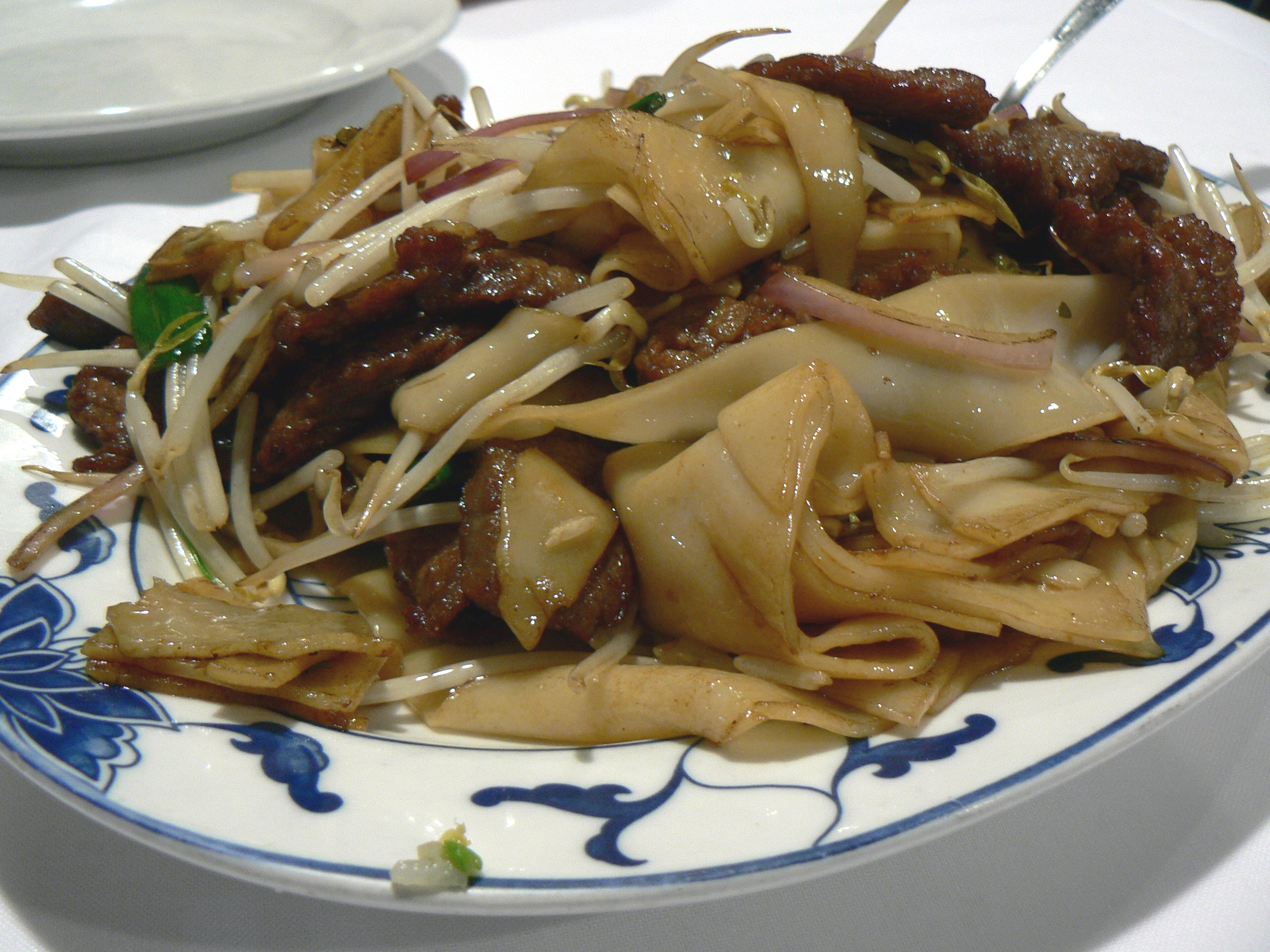
チャウ・ファン

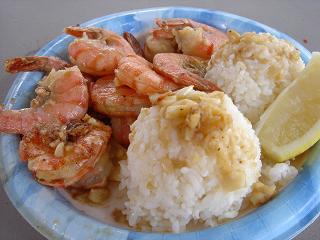
ガーリック・シュリンプ

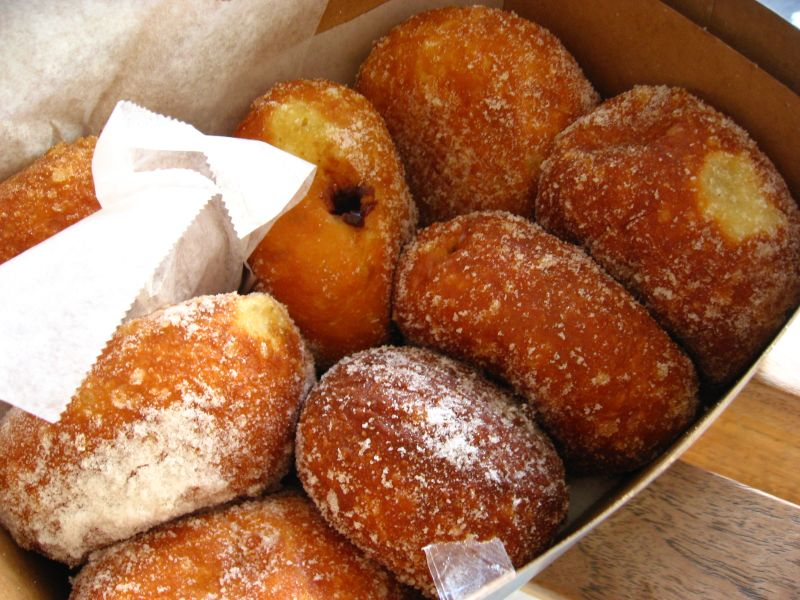
マラサダ

### 米・麺料理
- ロコモコ - いわゆるハンバーグ丼。白飯にハンバーガー・ステーキと目玉焼きを乗せ、グレイビーをかけたもの。
- サイミン - 中華麺と干しエビの出汁を用いたラーメンに似た料理。ハワイで誕生した食べ物であるが、日本人およびその子孫である日系人を中心として発達したため、現地では日本発祥の料理であると考えられている。
- ムスビ - 日本語のおむすびに由来。スパムやホットドッグ、テリヤキなどを乗せ、通常温めた状態で売られている。スパムを載せたものは「スパムむすび」と呼ばれている。
- スシ - 生魚を使った握り寿司ではなく、巻寿司やコーン・スシ（いなり寿司）が惣菜料理として普及している。
- チャウファン - 中国語の炒粉。平打ちのライスヌードルを用いた焼きそば。初期の中国系移民が伝えた料理。
- ベントー - 日本語の弁当。ごはんの上に肉類や揚げ物を大雑把に載せたスタイルで、沖縄県の弁当に酷似する。
- ポキ・ボウル - 2016年頃から人気になってきた“ボウル・フード”(丼物)のひとつ。魚の切り身に、玉ねぎ、トマト、各種フルーツをトッピングしたもの。

### 魚料理
- ロミロミ - 細かく切った生魚（サーモンが一般的）にみじん切りのタマネギとトマトを混ぜ込んだもの。
- ガーリック・シュリンプ - オアフ島北部のカフク地方で養殖されるエビをにんにく風味の油で炒めた料理。主に移動販売車で売られており、同地方の名物とされる。

### 肉料理
- フリフリ・チキン - 鶏を開いて焙り焼きにした料理。フリフリとはくるくる回すという意味の擬音語。
- モチコ・チキン - モチコ（餅米の粉）を衣に使った唐揚げ。餅粉を多用する沖縄系移民の発明と考えられる。
- チキン・ロングライス - 鶏肉とロングライス（米を原料としたライスヌードルではなく、春雨を意味するハワイ方言）のスープ。
- チキンカツ - 日本風のチキンカツ。
- ビーフカレー - 日本風のカレーライス。
- ビーフシチュー - アメリカ風のビーフシチュー。
- チャップステーキ - 細切りにした牛肉と野菜と炒めた料理。
- カルビ - 韓国風の骨付き焼肉。
- オックステール・スープ - 牛の尾を煮込んだスープ。薬味には香菜がふんだんに用いられる。
- トライプ・シチュー - ポルトガル料理に起源を持つ牛ハチノスのトマト味のシチュー。
- ヘッカ - 日本のすき焼きが変化した煮込み料理。鶏肉が用いられることが多い。
- アドボ - フィリピンの煮込み料理。
- ポーチュギーズ・ソーセージ - ポルトガル風の辛いソーセージ。スパムと並んで朝食などに多用される。ポーチュギーズビーンスープ（ハワイ風フェジョアーダ）の材料としても有名。
- パテレ - 豚肉と野菜、バナナなどのペーストをバナナの葉（英語版）で巻いて調理したプエルトリコ料理（英語版）。

### パン・デザート類
- マラサダ - ポルトガルの揚げパン。
- スイート・ブレッド - ポルトガルのパォン・ドース（甘いパン）。グアバやタロイモ風味のものも作られている。
- マナプア - いわゆる中華まん。叉焼を詰めたものが一般的。蒸したものの他、茶色い皮の焼きマナプアもある。
- アンダギ - 沖縄のサーターアンダーギー。
- マンジュウ - 日本語の饅頭だが、パイのような生地でオーブンで焼いたものもある。
- モチ - ハブタイモチ（羽二重餅）やチチダンゴ（乳団子）などがスーパーなどでも売られている。
- シェイヴド・アイス - かき氷のこと。細かいパウダー状のかき氷で、シロップの種類も非常に多い。
- ハロハロ - フィリピンの冷たいデザート。
- クラック・シード - 中国式のドライフルーツ。梅や杏などさまざまな種類がある。リヒンムイ（Li Hing Mui）と呼ばれるフレーバーは特に人気が高く、料理や飲み物の味付けなどにもよく使われる。

### その他食材など
- マヒマヒ - シイラのこと。ハワイ近海で獲れる大型魚。ソテーやフライにされる。
- オピヒ - 岩礁で採れるマツバガイの一種。生食される。採取が難しいことからハワイでは高級珍味とされている。
- ハワイアン・ソルト - ハワイ産の海塩。小さな結晶状に精製されており、山から流れ込む溶岩土によって赤く色付いたものもある。
- チリペッパー・ウォーター - 唐辛子を潰して水に漬け込んだもの。調味料としてよく使われる。
- ククイ・ナッツ - ハワイの州木であるキャンドルナッツツリーの実。油脂を採るほか、細かく砕いて食材としても用いられる。
- マウイ・オニオン - マウイ島特産のタマネギ。甘みが強く、料理の素材として用いるほか、ハワイアン・ソルトをつけて生食される。
- キムチ - 朝鮮半島の漬物。ポケの味付けなどにも使用される。
- フリカケ - ご飯にかけるだけではなく、料理に用いられることもある。
- ワサビ・オイル - わさび風味の調味油。ハワイや西海岸ではポピュラー。
- コナコーヒー
- ココナッツ
- マカダミア・ナッツ
- ノニ
- パイナップル
- サトウキビ

## パシフィック・リム料理

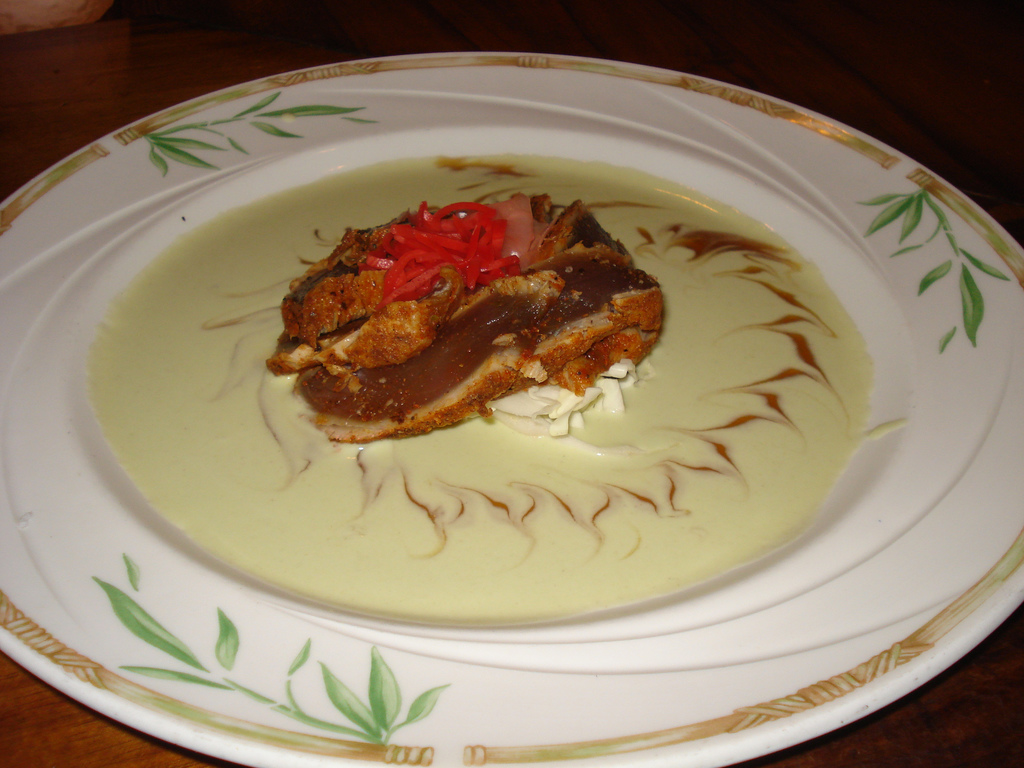
マグロのたたきワサビバターソース紅しょうが添え

パシフィック・リム料理とは、近年誕生した新作ハワイ料理のこと。1990年代の初頭にハワイの新進若手シェフたちが集まり、新しい料理の流れを創り出すプロジェクトを起こしたのが始まりとされている。一般にお洒落な高級料理とされ、レストランの内外装などにも凝った店が多い。これらの店に共通するコンセプトとしては、
- 「地元ハワイで採れる新鮮なシーフードや野菜を使い」
- 「アジアを中心とする各国の料理のテイストや料理法を加味し」
- 「まったく新しいスタイルのオリジナル料理を創り出す」

という点が挙げられる。

### 代表的なシェフとレストラン
- サム・チョイ（サム・チョイズ）
- ロイ・ヤマグチ（ロイズ）
- アラン・ウォン（アラン・ウォンズ・レストラン）
- ジョージ・マブロサラシティス（シェフ・マブロー）
- チャイ・チャオワサリー（チャイズ・アイランド・ビストロ）